# FU d'Orió
FU d'Orió és una estrella variable en la constel·lació d'Orió. En 1937, la seva magnitud aparent va augmentar de 16,5 a 9,6, i des de llavors està al voltant de 9. Per molt temps aquesta estrella va ser considerada única, però en 1970, una estrella semblant, V1057 del Cigne, fou descoberta, i a partir d'això altres estrelles del tipus van ser trobades. Aquest tipus de variables són anomenades estrelles FU Orionis.